# Campo electromagnético variable
Un campo electromagnético dependiente del tiempo es un campo generado por una distribución no estacionaria de cargas móviles. Para un campo de ese tipo, es necesario contar con las contribuciones de las derivadas parciales respecto al tiempo de todas las magnitudes en las ecuaciones de comportamiento.
Otra peculiaridad de este tipo de campos, es que no existen campos eléctricos puros o magnéticos puros, sino que cualquier campo electromagnético variable presentará los dos tipos de campo. Es decir, para un campo electromagnético variable no es posible encontrar un observador que sólo detecte uno de los dos campos (excepto quizás en un instante dado). Una consecuencia de esta coocurrencia de los dos campos es la ley de Faraday que afirma que un campo magnético variable induce un campo eléctrico. E igualmente, Maxwell predijo que un campo eléctrico variable induce un campo magnético. Este apoyo mutuo del uno al otro, esto es, un campo magnético que produce un campo eléctrico y un campo eléctrico que produce un campo magnético, resultados en el fenómeno de propagación de onda. La predicción de ondas electromagnéticas y los subsecuentes del uso exitoso de estas ondas en sistemas de la comunicación sea un clímax excelente a los siglos de exploración y experimentación que lo precedieron.

## Modificación de las ecuaciones del campo estático bajo condiciones variantes en el tiempo
Antes de presentar las ecuaciones generales para el campo electromagnético que varía con el tiempo, resumiremos las ecuaciones básicas que gobiernan la eléctrica estática, campos magnéticos y el campo de flujo de corriente estacionaria. Varias opciones equivalentes son posibles, pero las ecuaciones siguientes son escogidas porque muestran la propiedad del irrotational del campo electrostático, la propiedad de la divergencia del magnetostático y campos de flujo corrientes estacionarias claramente.

### Ecuación del campo electrostático
(1){\displaystyle \nabla \times {\vec {E}}=0,\qquad \nabla \cdot {\vec {D}}=\rho }

### Ecuación del campo magnetostático
(2){\displaystyle \nabla \times {\vec {H}}={\vec {J}},\qquad \nabla \cdot {\vec {H}}=0}

### Ecuación de las corrientes estacionarias
(3){\displaystyle \nabla \cdot {\vec {J}}=0}

## Potencial vector y escalar
Fijada una región del espacio simplemente conexa se puede demostrar que existen un campo escalar {\displaystyle \phi \,}, llamado potencial eléctrico, y un campo vectorial {\displaystyle \mathbf {A} }, llamado potencial vector (magnético), en cada punto del espacio tal que los campos eléctrico y magnético dados por:

{\displaystyle \mathbf {E} =-{\boldsymbol {\nabla }}\phi -{\frac {1}{c}}{\frac {\partial \mathbf {A} }{\partial t}},\qquad \mathbf {B} =-{\boldsymbol {\nabla }}\times \mathbf {A} }

Satisfacen las cuatro ecuaciones vectoriales de Maxwell idénticamente siempre los potenciales escalar y potencial vector satisfagan las ecuaciones:

{\displaystyle \Delta \phi -{\frac {1}{c^{2}}}{\frac {\partial ^{2}\phi }{\partial t^{2}}}=\rho ,\qquad \Delta \mathbf {A} -{\frac {1}{c^{2}}}{\frac {\partial ^{2}\mathbf {A} }{\partial t^{2}}}=\mathbf {j} }

Una propiedad notable de los potenciales anteriores es que a partir de ellos puede formarse un cuadrivector relativista.

## Generalización de la ley de Ampère
A partir de la ley de conservación de la carga,

(4){\displaystyle \nabla \cdot \mathbf {j} +{\frac {\partial \rho }{\partial t}}=0}

y con ayuda de la ley de Gauss, llegamos a la siguiente ecuación

(5){\displaystyle \nabla \cdot \left(\mathbf {j} +{\frac {\partial \mathbf {D} }{\partial t}}\right)=0}

Al segundo término dentro de la divergencia se le conoce como corriente de desplazamiento. Podemos agregar este término a la ley de Ampère sin perder consistencia en nuestras ecuaciones. Consecuencia de este resultado es la aparición de las ecuaciones de onda.

## Potenciales de Liénard-Wiechert
La forma general de un campo electromagnético variable pueden deducirse de los potenciales retardados de Liénard-Wiechert.
Una consecuencia importante de los potenciales anteriores es parte de la energía electromagnética un sistema de cargas móviles cuyo movimiento se restringe a una región finita del espacio es radiada hacia el exterior. Por lo que la energía dentro de la región finita donde se encuentran las cargas no se mantiene constante.